# Kwakiutl
Kwakiutl (Kwakwaka'wakw, Kwakw'aka'wakw, Kwakkewlths, Kwagu'l), indijanska plemena porodice Wakashan s otoka Vancouver u Britanska Britanskoj Kolumbiji, Kanada. Kwakiutl kultura tipična je za Sjeverozapadnu obalu (Orijentiranost k moru). Njihova populacija prije kontakta iznosila je oko 15,000, 1960. spala je na 2,000; 4,000 (1990.). Izučavao ih je Franz Boas.

## Ime
Kanadski naziv Kwakiutl nastao od njihovog naziva kwágu?lh ili kwágyu?lh. Danas sebe nazivaju Kwakw'aka'wakw, u značenju 'oni što govore Kwakw'ala' "those who speak Kwakw'ala"

## Plemena
- Awaitlala (A'wa'etlala).- Dzawadi (Knight Inlet)
- Goasila (Gwa'sala).- Takus (Smiths Inlet)
- Guauaenok (Gwawa'enux, Gwawaenuk).- Hegam's (Hopetown)
- Hahuamis, na Wakeman Sound.
- Kwagu'l (Kwakiutl, Kwágu7lh).- Tsaxis (Fort Rupert) Kwakiutl, uključuju Guetela, Komkutis (Komkiutis), Komoyue (Komoyoi, Kweeha), Matilpe (selo Etsekin, na Havannah Channel), i Walas Kwakiutl (Lakwilala), većina u Fort Rupertu.
- Koeksotenok (Kwikwasutinux).- Gwa'yasdam's (Gilford Island),
- Lekwiltok (Laichwiltach, Laichkwiltach, Ligwithdaxw), između Knight i Bute Inlet. Oni se dijele na We-Wai-Kai (Cape Mudge), i Wei-Wai-Kum (Campbell River), Walatsamakw na Salmon River-u, Kwiakah na Phillips Arm-u, Kuma'einuxw na Loughbourough Inlet-u, Tlaalius na Arran Rapids-u, kos Bute Inlet-a. Jedina preživjela plemena su im We-Wai-Kai, Wei-Wai-Kum, i Kwiakah.
- Mamalelekala (Mamalillikulla, Mamaleleqala).- 'Mimkwamlis (Village Island). Swanton ovo selo naziva Memkumlis.
- 'Namgis (Nimkish, Nimpkish).- Xwalkw (Cheslakees) Nimkish, na i blizu Nimkish River.
- Nakoaktok (Nakwakto, 'Nak'waxda'xw). -Ba'as (Blunden Harbour)
- Tanakteuk (Tenaktak, Da'naxda'xw).- Tsadzis'nukwame' (New Vancouver) Tenaktak,  na Knight Inlet.
- Tlauitsis (Tlowitsis, Lawitsis).- Kalugwis (Turnour Island)
- Tsawatenok (Tsawataineuk, Dzawada'enux).- Gwa'yi (Kincome Inlet).

-Postoje još dvije grupe pravih Kwakiutla koja govore sličnim dijalektima, to su: 
Koskimo : 
- Hoyalas. izumrlo pleme.
- Klaskino,  Klaskino Inlet, na otoku Vancouver.
- Koprino (Giopino),  na Quatsino Soundu.
- Koskimo
- Quatsino, Quatsino Sound, Vancouver.

Nawiti (Nuwitti, Newetee): 
- Nakomgilisala (Nakamgilisala, na Cape Scottu, Vancouver Island, nestali.
- Tlatlasikoala,  nekad na sjeveroistočnom Vancouveru.
- Yutlinuk

U širu grupu Kwakiutla spadaju Haisla i Heiltsuk.

## Povijest
Kada prvi brodovi u kasnom 18. stoljeću dolaze na njihovu obalu, njihova kultura nije bila pod utjecajem bijelog čovjeka. No uskoro se kompanije i pioniri počinju i tu doseljavati. Isprva su ih počeli opskrbljivati krznima, no od 1890. Kwakiutli se počinju baviti komercijalnim ribolovom. Kontakt s bijelcima ipak se na njih katastrofalno odrazio, nenavikli na bolesti bijelaca, broj im je 1929. s 8,000 spao na 1,000.

## Običaji
potlach
Prema gospođi Gloria Cranmer Webster (pripadnici plemena Kwakiutl), koja se poziva na arheološka istraživanja, Kwakiutl Indijanci žive na Vancouveru oko 9,000 godina. Svako pleme imalo je svoje plemensko područje, i više stalnih naselja, gdje su provodili zimu. Tijekom zime bio je veoma aktivan seoski život, tada se nemilice trošilo sve ono što se dotada sakupilo i spremilo za hladne dane. Korijenje, bobice, sušena riba završavala je na stolovima tijekom održavanja neprekidnih ceremonija potlacha. Potlach je jedan od glavnih simbola kulture Sjeverozapadnih obalnih Indijanaca. Održavali su se za razne prigode, kao što su rođenje, smrt (pogrebni ne spominje ga Boas ali ga nalazimo u mitu), ženidba, ili jednostavno zato da bi se potlach uzvratio nekom tko ga je prije priredio. Za vrijeme ovih ceremonija dijelilo se sve 'šakom i kapom', priređivali su se pravi banketi gdje se hrana nemilice trošila, dijele se darovi. Goste koji bi došli u velikim gizdavim kanuima srdačno se dočekivalo, čamac se gosta uništavao kako bi mu se uzvratilo još ljepšim. Tada su se dijelili pokrivači i razbijale bakrne ploče. Priređivač potlacha morao je na koncu ostati puka sirotinja, ali ostaje mu ponos što je to mogao prirediti, podijeliti sve što je imao. Gosti su mu tada ostajali dužnici, u slučaju da ne uzvrati potlachem ostao bi prezren i osramoćen.  Pacifička plemena Haida, Tsimshian, Niska, Kwakiutl i drugi, imali su ovakve potlache ne samo unutar svoje zajednice, nego i velike međuplemenske potlache, pleme protiv plemena. Susjedni siromašni Athapaskan Indijanci, također su prihvatili instituciju potlacha ovih velikih i bogatih plemena, no u skladu svojih mogućnosti, ali oni su bili tek njihova blijeda slika. Vidi potlach.

## Vanjske poveznice
- Kwakiutl
- Foto galerija
- Edward S. Curtis, The Kwakiutl  Arhivirana inačica izvorne stranice od 20. rujna 2006. (Wayback Machine)
- The Tribes  Arhivirana inačica izvorne stranice od 22. svibnja 2011. (Wayback Machine)